# Rhaphidophora decursiva
Espèce
Rhaphidophora decursiva est une espèce de plantes de la famille des Aracées originaire d'Asie.